# Вулька-Нелиська
Вулька-Нелиська (пол. Wólka Nieliska) — село в Польщі, у гміні Неліш Замойського повіту Люблінського воєводства.
Населення — 282 особи (2011).
У 1975-1998 роках село належало до Замойського воєводства.

## Демографія
Демографічна структура станом на 31 березня 2011 року:
|          | Загалом | Допрацездатний вік | Працездатний вік | Постпрацездатний вік |
| -------- | ------- | ------------------ | ---------------- | -------------------- |
| Чоловіки | 141     | 31                 | 91               | 19                   |
| Жінки    | 141     | 28                 | 73               | 40                   |
| Разом    | 282     | 59                 | 164              | 59                   |